# Питсилвейния
Округ Питсилвейния (англ. Pittsylvania County) располагается в США, в штате Виргиния. По состоянию на 2010 год, численность населения составляла 63 506 человек. Был образован в 1767 году, получил своё название в честь британского военного, политического и государственного деятеля Уильяма Питта Старшего.

## География
По данным Бюро переписи США, общая площадь округа равняется 2533 км², из которых 2510 км² суша и 23 км² или 0,9 % это водоёмы.

### Соседние округа
- Бедфорд (Виргиния) — северо-запад
- Кэмпбелл (Виргиния) — северо-восток
- Галифакс (Виргиния) — восток
- Казуэлл (Северная Каролина) — юго-восток
- Данвилл (независимый город, Виргиния) — юг
- Рокингхем (Северная Каролина) — юго-запад
- Генри (Виргиния) — запад/юго-запад
- Франклин (Виргиния) — запад/северо-запад

## Демография
По данным переписи населения 2000 года в округе проживает 61 745 жителей в составе 24 684 домашних хозяйств и 18 216 семей. Плотность населения составляет 25 человек на км². На территории округа насчитывается 28 011 жилых строений, при плотности застройки около 11-ти строений на км². Расовый состав населения: белые — 75,00 %, афроамериканцы — 23,66 %, коренные американцы (индейцы) — 0,14 %, азиаты — 0,19 %, представители других рас — 0,37 %, представители двух или более рас — 0,63 %. Испаноязычные составляли 1,23 % населения независимо от расы .
В составе 30,40 % из общего числа домашних хозяйств проживают дети в возрасте до 18 лет, 58,30 % домашних хозяйств представляют собой супружеские пары проживающие вместе, 11,70 % домашних хозяйств представляют собой одиноких женщин без супруга, 26,20 % домашних хозяйств не имеют отношения к семьям, 23,40 % домашних хозяйств состоят из одного человека, 9,80 % домашних хозяйств состоят из престарелых (65 лет и старше), проживающих в одиночестве. Средний размер домашнего хозяйства составляет 2,49 человека, и средний размер семьи 2,93 человека.
Возрастной состав округа: 23,00 % моложе 18 лет, 7,20 % от 18 до 24, 28,80 % от 25 до 44, 26,60 % от 45 до 64 и 14,30 % от 65 и старше. Средний возраст жителя округа 40 лет. На каждые 100 женщин приходится 95,40 мужчин. На каждые 100 женщин старше 18 лет приходится 92,90 мужчин.
Средний доход на домохозяйство в округе составлял 35 153 USD, на семью — 41 175 USD. Среднестатистический заработок мужчины был 30 105 USD против 21 382 USD для женщины. Доход на душу населения был 16 991 USD. Около 8,60 % семей и 11,80 % общего населения находились ниже черты бедности, в том числе — 14,80 % молодежи (тех кому ещё не исполнилось 18 лет) и 16,60 % тех кому было уже больше 65 лет.